# Rodney Iona
Pour les articles homonymes, voir Iona.

a Compétitions nationales et continentales officielles uniquement.

b Matchs officiels uniquement.
Dernière mise à jour le 6 mars 2025.
Rodney Iona, né le 17 août 1991 à Melbourne (Australie), est un joueur de rugby à XV international samoan évoluant aux postes de demi d'ouverture et de centre. 

## Carrière

### En club
Rodney Iona commence par jouer au rugby à XIII et au football australien lors de son enfance à Melbourne. Il se mat à jouer au rugby à XV lors de sa scolarité à la Chandler High School (en).
Après avoir terminé sa scolarité, devant l'impossibilité de faire une carrière professionnelle dans l'État de Victoria, il déménage à Canberra,. Il rejoint alors l'Academy (centre de formation) des Brumbies, tout en jouant avec le club amateur des Tuggeranong Vikings (en) en ACTRU Premier Division,. Avec ce club, il remporte le championnat quatre fois de suite entre 2011 et 2014. Avec les Brumbies, il dispute et remporte la Coupe de monde des clubs de rugby à sept en 2013,. Il dispute ensuite un tournoi de rugby à sept au Kenya avec le club sur invitation du Samurai RFC, puis il joue avec les Brumbies le tournoi de rugby à dix World Club 10s (en) à Singapour la même année,.
En 2014, il est présent dans l'effectif élargi des Brumbies qui dispute le Super Rugby, tout en occupant à côté un emploi de charpentier. Il joue son premier match professionnel le 28 juin 2014 contre les Waratahs. Remplaçant, il entre rapidement en jeu pour remplacer Tevita Kuridrani blessé, et connaît une première expérience difficile en se faisant intercepter sa première passe. Il s'agit de l'unique match qu'il dispute lors de cette saison, puisqu'il se blesse peu après. 
Plus tard en 2014, il est retenu dans l'effectif de l'équipe des Canberra Vikings pour disputer la saison inaugurale de National Rugby Championship (NRC),. Il dispute six matchs au poste de centre, et inscrit quinze points.
Pendant la saison de NRC, il obtient un contrat pour jouer avec les Brumbies pour la saison 2015 de Super Rugby,. Il ne joue que deux matchs lors de la saison, tous dans la peau d'un remplaçant, à cause de la présence de joueurs comme Matt Toomua ou Christian Lealiifano à ses postes,. Il n'est pas conservé au terme de la saison,.
Lors de la saison 2015 de NRC, il commence par jouer à l'ouverture, avant de glisser au centre après le retour de Lealiifano,. À la fin de la saison, il participe à la finale de la compétition, que son équipe perd face à Brisbane City.
Sans contrat professionnel au début de l'année 2016, il décide de rejoindre le Warringah RC, qui joue dans le championnat amateur de Nouvelle-Galles du Sud, le Shute Shield. Il y effectue une saison pleine, disputant dix-sept matchs comme titulaire.
Peu après son passage à Warringah, il est recruté par le club français de l'AS Béziers, évoluant en Pro D2, sur la base d'un contrat de deux saisons. Après une première saison où il aligné dix-huit fois, il blesse aux cervicales au début de la saison 2017-2018,. Il est déclaré par la suite inapte à la pratique du rugby en France, ce qui interrompt sa carrière,.
Toutefois, un mois après l'arrêt présumé de sa carrière, il s'engage avec le club espagnol de Santboiana, profitant des règlementations plus souples dans le domaine des lésions cervicales,. Avec l'équipe catalane, il dispute cinq matchs de División de Honor. Il quitte le club après une unique saison, et retourne en Australie.
De retour en Australie, il décide en 2018 de rejoindre la franchise australienne de la Western Force, qui viennent d'être exclus du Super Rugby, afin de disputer le World Series Rugby. Il dispute également le National Rugby Championship (NRC) la même année. L'année suivante, il remporte avec son équipe le Global Rapid Rugby, après avoir terminé la saison invaincue.
Toujours en 2019, il fait son retour dans sa région d'origine avec les Melbourne Rising pour la saison 2019 de NRC,.
Dans la foulée du NRC, il rejoint en cours de saison les Jersey Reds, qui évoluent en deuxième division anglaise. Il termine la saison avec le club jersiais, jouant onze matchs, avant que la saison ne soit interrompue par la pandémie de Covid-19 en mars 2020. Il n'est pas conservé après cette fin de saison tronquée, et quitte le club.
Il retourne une nouvelle fois jouer en Australie, et dispute le Shute Shield 2020 avec le club de Gordon. Il est alors auteur d'une grosse saison, jouant quatorze matchs et inscrivant 147 points. Il prend une part prépondérante à la victoire de son équipe dans la compétition, inscrivant notamment 20 points (dont un essai) lors de la finale face à Eastwood.
En décembre 2020, il s'engage avec la franchise américaine des Warriors de l'Utah pour la saison 2021 de Major League Rugby. Néanmoins, il ne rejoint finalement jamais les États-Unis, et reste en Australie.
Ses bonnes performances avec Gordon lui permettent d'être retenu dans l'effectif de son ancienne équipe des Brumbies pour la présaison 2021,. Il passe le restant de la saison dans l'effectif élargi, mais ne dispute aucune rencontre. Il signe ensuite un contrat d'un an avec la franchise de Canberra pour la saison 2022. Doublure à l'ouverture du jeune international australien Noah Lolesio, il dispute sept matchs lors de la compétition,.
Non-conservé après sa deuxième saison aux Brumbies, il rejoint la franchise américaine des Gold de La Nouvelle-Orléans pour la saison 2023 de Major League Rugby,.
Le 23 octobre 2024, il s'engage en faveur des Seawolves de Seattle pour la saison 2025.

### En équipe nationale
Rodney Iona joue avec la sélection scolaire australienne (en) en 2009.
En 2015, il fait partie de d'une sélection de Barbarians australiens composés de joueurs de NRC, et affronte à deux reprises l'équipe des New Zealand Heartland XV (en).
En vertu de ses origines samoanes, il est appelé à jouer pour la première fois avec l'équipe des Samoa afin de participer à la Pacific Nations Cup 2018. Il connaît sa première sélection avec les Manu Samoa le 9 juin 2018 face aux Fidji à Suva. Au mois de juillet de la même année, il participe à la qualification de son pays pour la Coupe du monde 2019 lors des matchs de barrage aller-retour contre l'Allemagne,.
Après deux ans d'absence, il est rappelé en 2021 avec la sélection samoane pour la double confrontations face aux Tonga, qualificative pour la Coupe du monde 2023. Les Samoans parviennent finalement à se qualifier, après l'avoir emporté largement lors des deux matchs.
En 2022, il dispute avec sa sélection la Coupe des nations du Pacifique 2022, et joue deux matchs de la compétition, qui est remportée par son équipe,.

## Palmarès

### En club
- Vainqueur de l'ACTRU Premier Division en 2011, 2012, 2013 et 2014 avec les Tuggeranong Vikings.
- Finaliste du National Rugby Championship en la 2015 avec les Canberra Vikings.
- Vainqueur du Global Rapid Rugby en 2019 avec la Western Force.
- Vainqueur du Shute Shield en 2020 avec le Gordon RFC.

### En équipe nationale
- Vainqueur de la Coupe des nations du Pacifique en 2022 avec les Samoa.

## Statistiques internationales
- 10 sélections avec les Samoa depuis 2018.
- 39 points (7 pénalité, 9 transformations).
- Sélections par années : 3 en 2018, 2 en 2021, 2 en 2022, 3 en 2024.